# Ligue de diamant 2010 - 400 m haies féminin
Navigation
2011
Le 400 mètres haies féminin de la Ligue de diamant 2010 s'est déroulé du 23 mai au 19 août 2010. La compétition a fait successivement étape à Shanghai, Rome, Eugene, Gateshead, Monaco et Londres, la finale se déroulant à Zürich. L'épreuve est remportée par la Jamaïcaine Kaliese Spencer qui s'adjuge quatre victoires en sept meetings.

## Calendrier
| Date            | Meeting                    | Ville     | Pays        |
| --------------- | -------------------------- | --------- | ----------- |
| 23 mai 2010     | Shanghai Golden Grand Prix | Shanghai  | Chine       |
| 10 juin 2010    | Golden Gala                | Rome      | Italie      |
| 3 juillet 2010  | Prefontaine Classic        | Eugene    | États-Unis  |
| 10 juillet 2010 | Meeting de Gateshead       | Gateshead | Royaume-Uni |
| 22 juillet 2010 | Meeting Herculis           | Monaco    | Monaco      |
| 14 août 2010    | Aviva London Grand Prix    | Londres   | Royaume-Uni |
| 19 août 2010    | Weltklasse Zürich          | Zurich    | Suisse      |

## Faits marquants
Lashinda Demus s'impose à Shanghai lors du premier meeting de la saison en réalisant la meilleure performance mondiale de l'année avec 53 s 34. L'Américaine devance la Russe Natalya Antyukh et la Polonaise Anna Jesień alors que Melaine Walker, championne du monde et olympique en titre ne prend que la cinquième place.

## Résultats
| Date | Meeting   | 1er                          | 1er   | 2e                           | 2e    | 3e                           | 3e    |
| --- | --------- | ---------------------------- | ----- | ---------------------------- | ----- | ---------------------------- | ----- |
| 23 mai 2010 | Shanghai  | Lashinda Demus 53 s 34 (WL)  | 4 pts | Natalya Antyukh 54 s 83      | 2 pts | Anna Jesień 55 s 12          | 1 pt  |
| 10 juin 2010 | Rome      | Lashinda Demus 52 s 82 (WL)  | 4 pts | Kaliese Spencer 53 s 48 (PB) | 2 pts | Natalya Antyukh 54 s 00 (PB) | 1 pt  |
| 3 juillet 2010 | Eugene    | Lashinda Demus 53 s 03       | 4 pts | Kaliese Spencer 53 s 78      | 2 pts | Josanne Lucas 55 s 08        | 1 pt  |
| 10 juillet 2010 | Gateshead | Kaliese Spencer 54 s 10      | 4 pts | Zuzana Hejnová 54 s 83       | 2 pts | Angela Moroşanu 54 s 87 (SB) | 1 pt  |
| 22 juillet 2010 | Monaco    | Kaliese Spencer 53 s 63      | 4 pts | Natalya Antyukh 54 s 24      | 2 pts | Sheena Tosta 54 s 52 (SB)    | 1 pt  |
| 14 août 2010 | Londres   | Kaliese Spencer 53 s 78      | 4 pts | Zuzana Hejnová 55 s 11       | 2 pts | Eilidh Child 55 s 16 (PB)    | 1 pt  |
| 19 août 2010 | Zürich    | Kaliese Spencer 53 s 33 (PB) | 8 pts | Zuzana Hejnová 54 s 54       | 4 pts | Ajoke Odumosu 55 s 11        | 2 pts |
| Records et Performances - AR : Record continental (area record) - CR : Record des championnats (championship record) - MR : Record du meeting (meet record) - NR : Record national (national record) - OR : Record olympique (olympic record) - PR : Record paralympique (paralympic record) - PB : Record personnel (personal best) - SB : Meilleure performance personnelle de la saison (season's best) - WL : Meilleure performance mondiale de l'année (world leader) - WJR : Record du monde junior (world junior record) - WR : Record du monde (world record) Circonstances et Conditions - DNF : N'a pas terminé (did not finish) - DNS : N'a pas pris le départ (did not start) - DQ : Disqualification (disqualification) - NM : Aucun essai valable enregistré (No Mark) - Q : Qualifié « directement » au prochain tour (ou à la prochaine compétition), lors d'une compétition majeure, grâce au classement ou à la réalisation des minima (automatic qualifier) - q : Qualifié au prochain tour (ou à la prochaine compétition), lors d'une compétition majeure, grâce au repêchage ou à la réalisation de l'une des meilleures performances parmi celles des « non qualifiés directement » (grâce au meilleur temps ou à la meilleure distance par exemple) (secondary qualifier) |           |                              |       |                              |       |                              |       |

## Classement général
| Rang | Athlète         | Points |
| ---- | --------------- | ------ |
| 1    | Kaliese Spencer | 24     |
| 2    | Zuzana Hejnová  | 8      |
| 3    | Natalya Antyukh | 5      |
| 4    | Ajoke Odumosu   | 2      |
| 5    | Angela Moroşanu | 1      |